# Ježek v peci
Ježek v peci je čtvrté studiové album popové kapely Těžkej Pokondr. Bylo vydáno v roce 2000 v České republice a na Slovensku pod značkou
Sony Music / Bonton s.r.o.. Prodáno bylo kolem 84 000 kusů nosičů a kapela podruhé získala od IFPI cenu za "nejprodávanější album v ČR".
V dubnu 2001 byla vydána reedice alba pod názvem Znovuplatinovej Ježek v peci, která obsahuje tři písně navíc a bonusový multimediální obsah na počítač.

## Seznam skladeb
| Pořadí | Název                                                                             | Hudba                                         | Text                                      | Délka |
| ------ | --------------------------------------------------------------------------------- | --------------------------------------------- | ----------------------------------------- | ----- |
| 1.     | Intro                                                                             | Daniel Hádl, David Solař                      | Vít Rotter, Roman Ondráček, Miloš Pokorný | 0:52  |
| 2.     | Kampa (originál: Ritchie Valens – La Bamba)                                       | Ritchie Valens                                | Lou Fanánek Hagen                         | 2:53  |
| 3.     | Mně to nejde (originál: Village People – In the Navy)                             | Jacques Morali, Henri Belolo, Victor Willis   | Lou Fanánek Hagen                         | 3:53  |
| 4.     | Vidiák ryl by rejhy do spár (originál: The Buggles – Video Killed the Radio Star) | Geoff Downes, Trevor Horn, Bruce Woolley      | Lou Fanánek Hagen                         | 3:21  |
| 5.     | Vontové (inspirováno: Martin Böttcher – Old Shatterhand melodie)                  | Martin Böttcher                               | Lou Fanánek Hagen                         | 3:58  |
| 6.     | Gigolo (originál: Ricchi e Poveri – Piccolo amore)                                | Dario Farina, Cristiano Minellono             | Lou Fanánek Hagen                         | 3:15  |
| 7.     | Tak to je (originál: Matt Bianco – Yeh Yeh)                                       | Rodgers Grant, Pat Patrick, Jon Hendricks     | Lou Fanánek Hagen                         | 3:15  |
| 8.     | Nalej! (originál: Ricky Martin – The Cup of Life)                                 | Luis Gómez Escolar, Desmond Child, Draco Rosa | Lou Fanánek Hagen                         | 4:35  |
| 9.     | Bublina (jediná autorská píseň)                                                   | Vít Rotter                                    | Vít Rotter                                | 3:51  |
| 10.    | Sluch (originál: Umberto Tozzi – Tu)                                              | Giancarlo Bigazzi, Umberto Tozzi              | Lou Fanánek Hagen                         | 4:13  |
| 11.    | V sámošce mejkap (originál: Goombay Dance Band – Sun of Jamaica)                  | Ekkehard Stein, Wolfgang Jass                 | Lou Fanánek Hagen                         | 4:24  |
| 12.    | Maj melouna (originál: The Knack – My Sharona)                                    | Doug Fieger, Berton Averre                    | Lou Fanánek Hagen                         | 3:59  |
| 13.    | Zabávať (originál: Dave Dee, Dozy, Beaky, Mick & Tich – Zabadak)                  | Ken Howard, Alan Blaikley                     | Vít Rotter, Roman Ondráček, Miloš Pokorný | 4:01  |

### Znovuplatinovej Ježek v peci
| Pořadí | Název                                                                                    | Hudba                                                                               | Text              | Délka |
| ------ | ---------------------------------------------------------------------------------------- | ----------------------------------------------------------------------------------- | ----------------- | ----- |
| 14.    | Kalíme jak duha (originál: Boney M. – Kalimba de luna (Tony Esposito – Kalimba de luna)) | Tony Esposito, Mauro Malavasi, Remo Licastro, Giuseppe Amoruso, Gianluigi di Franco | Lou Fanánek Hagen | 3:32  |
| 15.    | Píská se mi (originál: Damiens – Stýská se mi)                                           | Ladislav Křížek                                                                     | Lou Fanánek Hagen | 5:39  |
| 16.    | Maj melouna dancemix (originál: The Knack - My Sharona)                                  | Doug Fieger, Berton Averre                                                          | Lou Fanánek Hagen | 4:20  |

+ Lehkej Sí-Dí Romovej dýchánek (bonusový multimediální obsah na počítač).

## Sestava při nahrávání
- Roman Ondráček – vokály
- Miloš Pokorný – vokály
- Daniel Hádl – produkce, tamburína
- Václav Postránecký – úvod
- Sestry Havelkovy – vokály
- Petr Kolář – vokály
- Jana Zenáhlíková – vokály
- Markéta Zehrerová – vokály
- Patrick Tenev – vokály
- Richard Mašek – vokály
- Radek Pastrňák – kytara
- Richard Kroczek – bicí
- Zdeněk Charlie Blažek – kytara
- Vít Rotter – kytara
- Václav Týfa – trumpeta[2]